# ロスアラミトス競馬場
ロスアラミトス競馬場 （Los Alamitos Race Course）は、アメリカ合衆国カリフォルニア州のサイプレスにあるクォーターホースおよびサラブレッドの競馬場。名前にはロスアラミトスとあるが所在地はロスアラミトスの隣のサイプレスである。

## 歴史

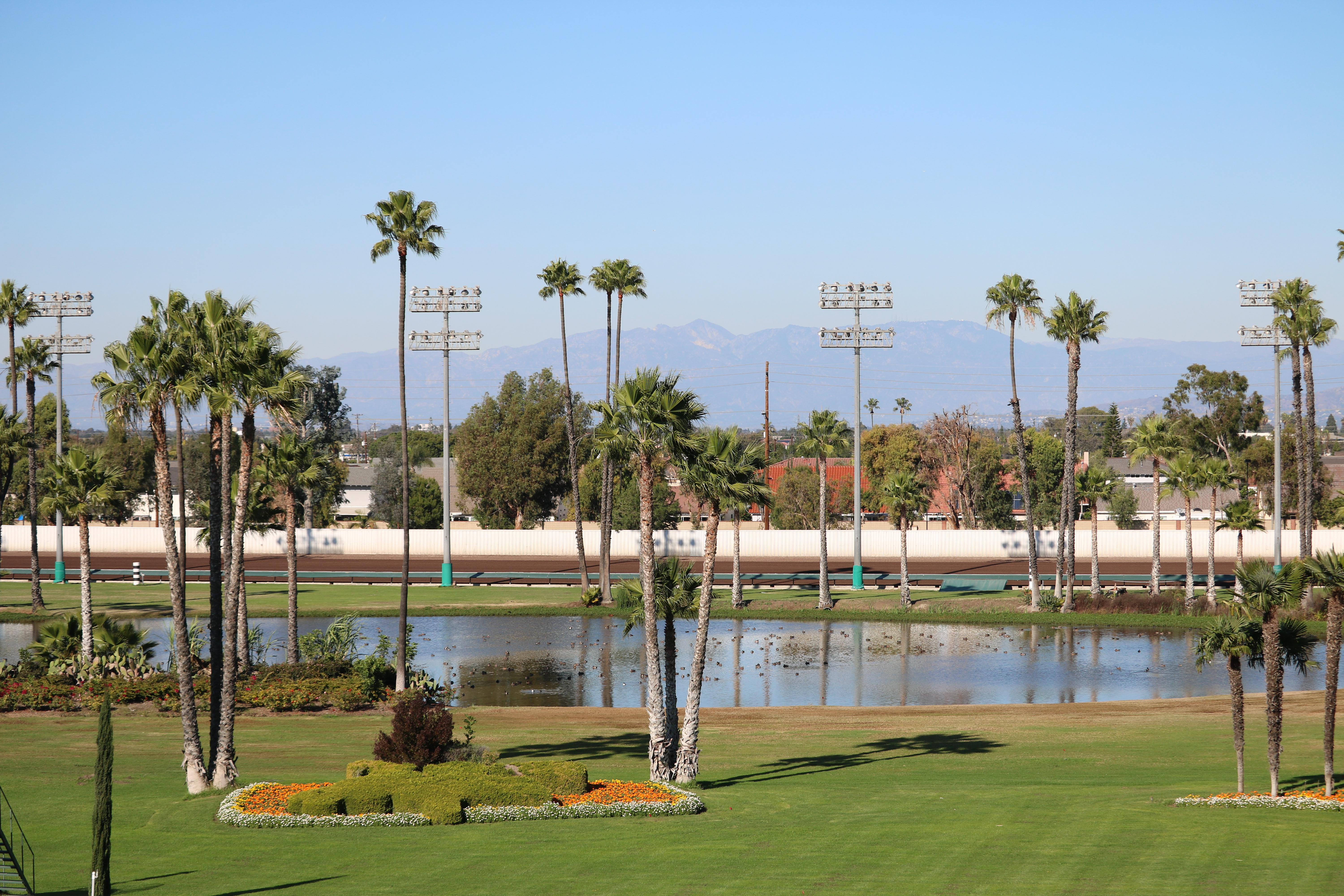
トラックコース（2016年）

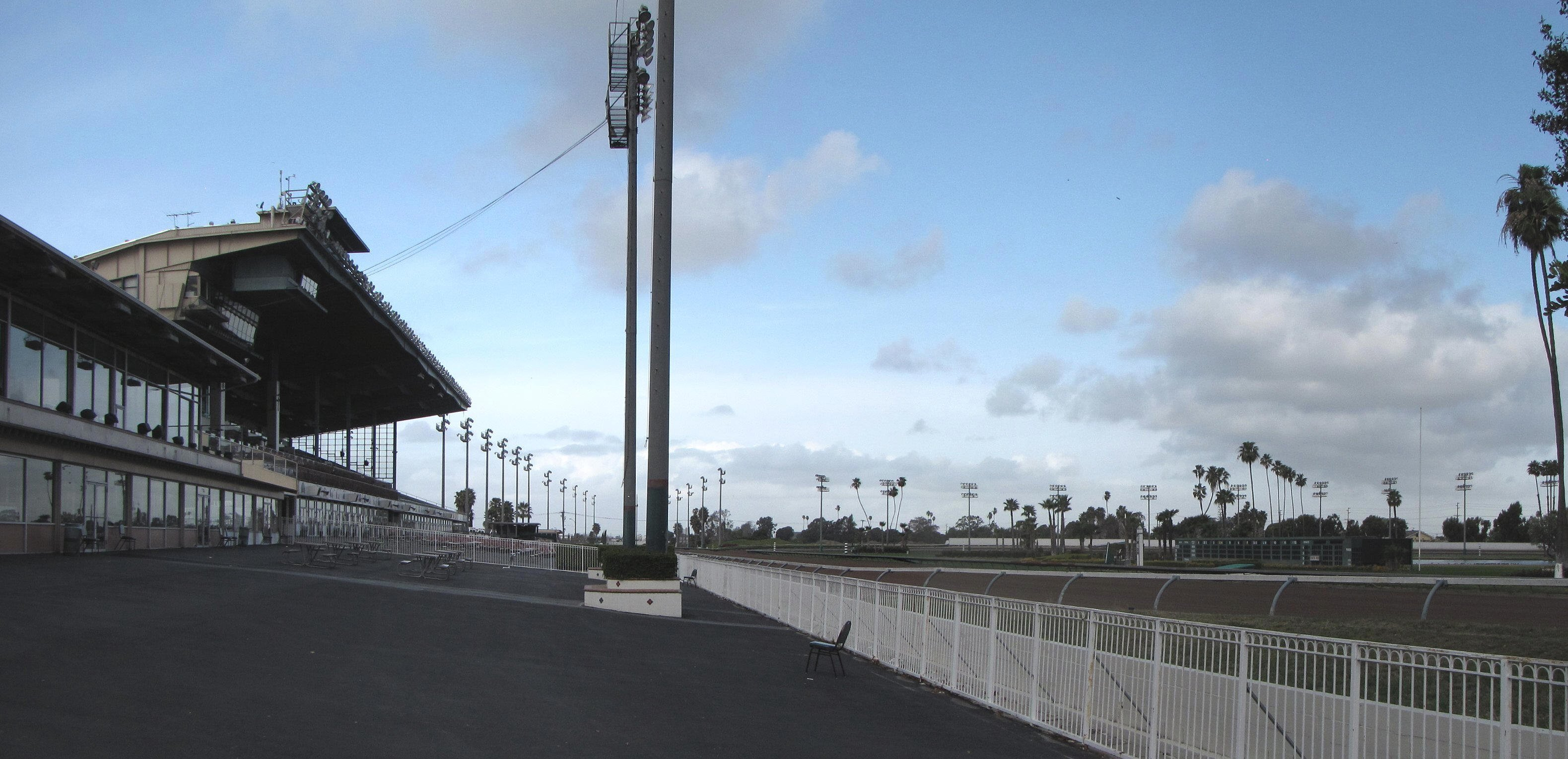
グランドスタンド

1947年、ケンタッキー州出身の実業家であるフランク・ベスルズ・シニアが自宅のそばにクォーターホースのコースを作ったのが始まりである。最初はトレーニングなどの私的利用のために作られたのだが、数年のうちに多数の観客が集まり、毎週レースが行われるようになった。1950年に州議会から正式に認可が下り、1954年にトラックを近くの場所に移動。その後、大レースが多数行われるこの競馬場は国内最高のクォーターホースの競馬場と認められるようになる。
フランクは1963年に死去（のちの1989年に殿堂入り）。その後もベスルズ一家によって経営が行われていたが、1980年代半ばにハリウッドパーク競馬場のオーナーに売却される。更に1990年に現在のオーナーであるエド・オールレッドに権利の半分が、8年後の1998年に全てが売却された。
エド・オールレッドは元々は単なる競馬ファンで、南カリフォルニア大学の法学部に在籍していた時にロスアラミトスで競馬を見てからその虜となり、ブリーダーとして活動を始め、更には競馬場のオーナーになったのである。
2013年にハリウッドパーク競馬場が閉鎖されると、同場で行われていたサラブレッド競走の一部をロスアラミトスで行うこととなった。これに際してコースを1周5ハロンから1マイルに拡張した。

## 主な競走
2023年現在。

### サラブレッド
- G2
  - スターレットステークス（ダート8.5ハロン・2歳牝）
  - ロスアラミトスフューチュリティ（ダート8.5ハロン・2歳）
  - グレートレディMステークス（ダート6.5ハロン・3歳以上牝）
- G3
  - バヤコアステークス（ダート8.5ハロン・3歳上牝）
- L
  - ロスアラミトスダービー（ダート9ハロン・3歳）